# Rallye Dakar 2011
Die Rallye Dakar 2011 (Argentina-Chile) war die 33. Austragung der Rallye Dakar und die 32., die tatsächlich ausgefahren wurde. Sie fand zum dritten Mal in Südamerika statt.

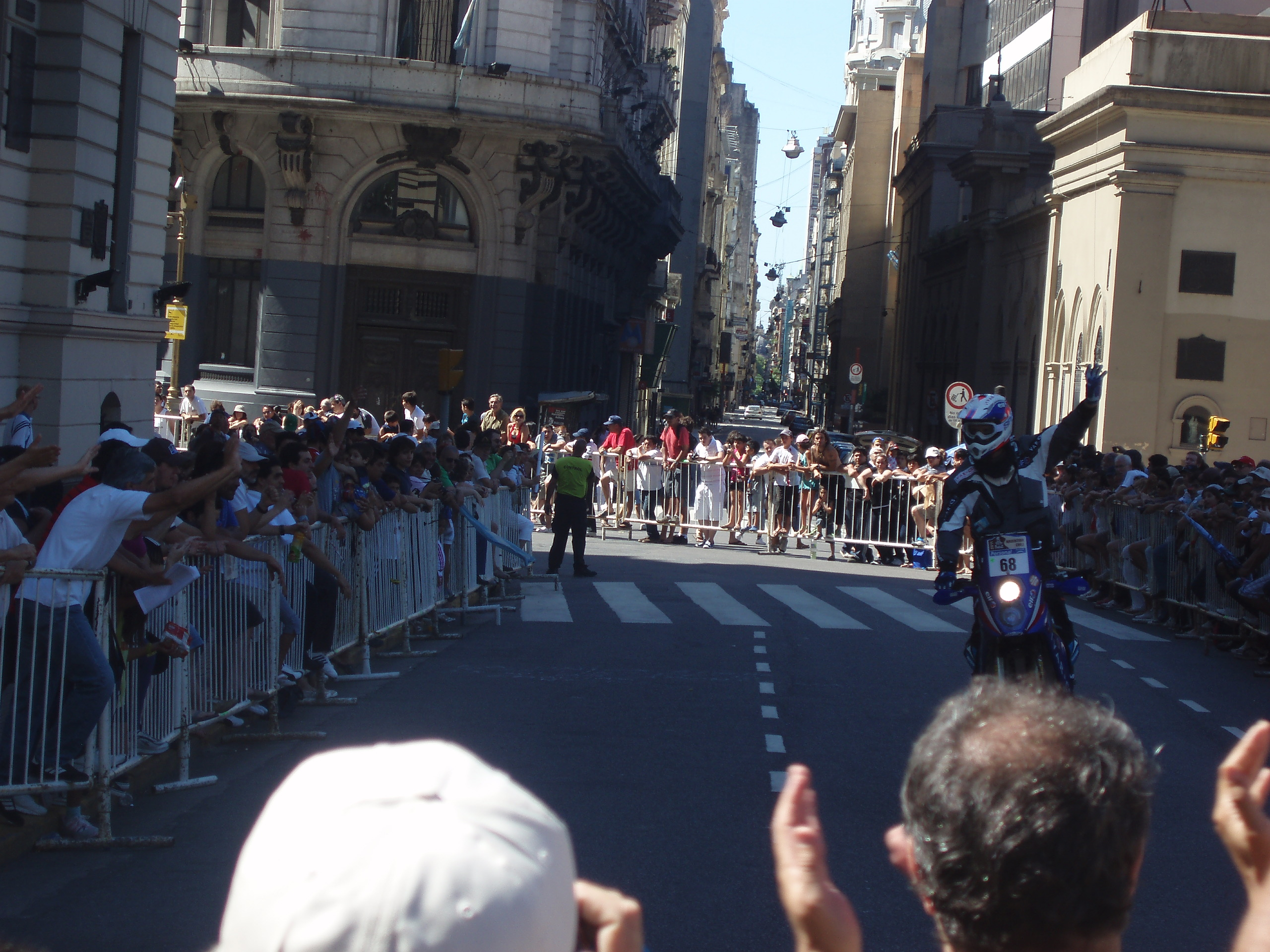
Start der Rallye Dakar 2011 in Buenos Aires: Plaza de Mayo

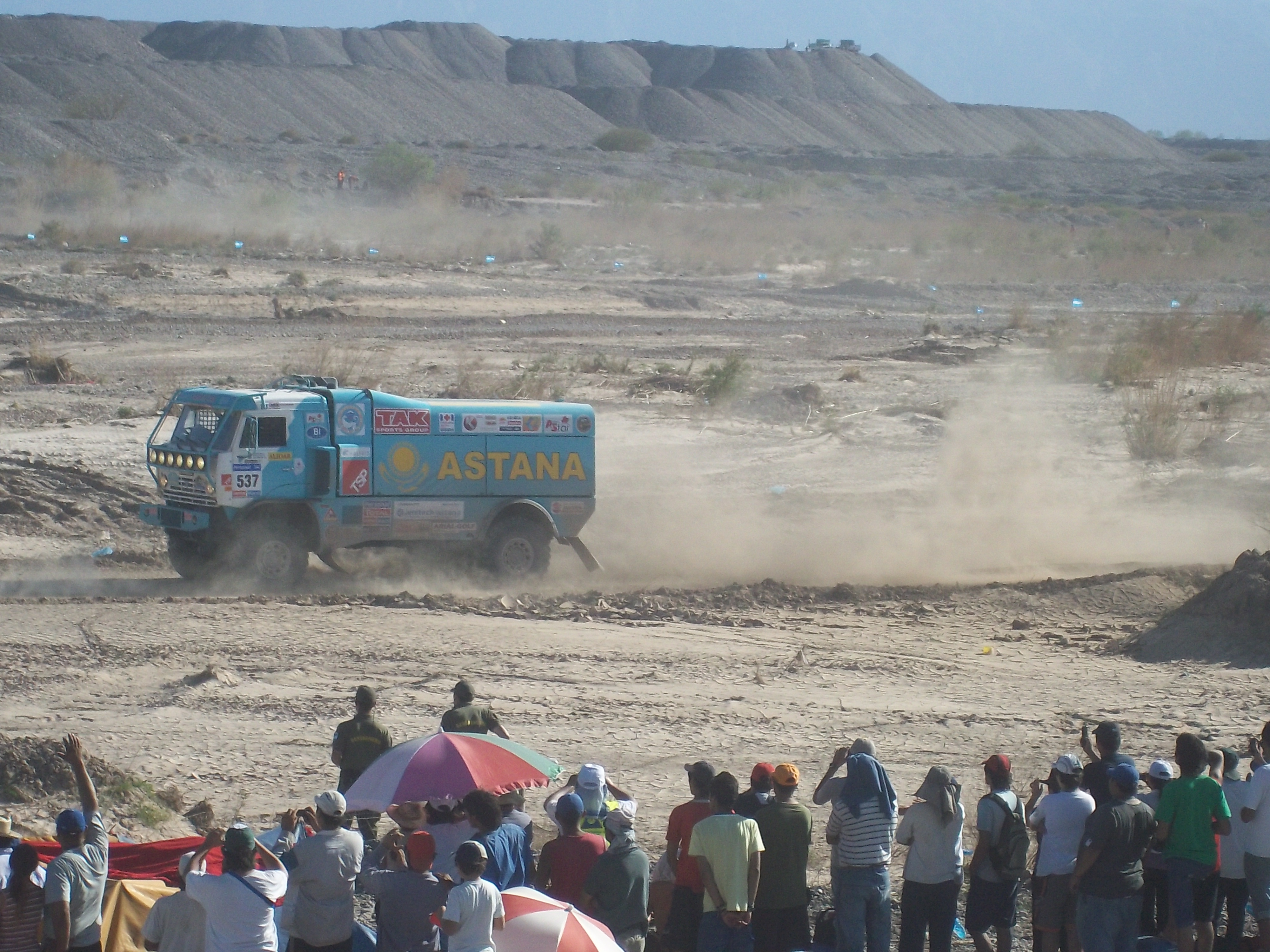
Truck-Gespann um Artus Ardavichus in der argentinischen Provinz San Juan

Die Rallye startete am 1. Januar 2011 in Buenos Aires und endete am 15. Januar 2011 ebendort.
Das Rennen umfasste in 13 Etappen insgesamt ungefähr 9500 Kilometer Strecke, davon 5000 Rennkilometer, die in Argentinien und Chile zurückgelegt wurden.

## Überblick
Veranstaltet wurde die Rallye Dakar 2011 von der Amaury Sport Organisation. Rallyeleiter war der Franzose Etienne Lavigne.
Ursprünglich sollten 186 Motorradfahrer, 33 Quads, 156 Automobile und 72 Trucks teilnehmen. Doch kurz vor dem Start der Rallye verweigerten die technischen Inspekteure 23 Fahrzeugen die Starterlaubnis. Somit haben 140 Automobile, 170 Motorradfahrer, 30 Quads und 67 Trucks teilgenommen. Insgesamt standen damit 407 Fahrzeuge am Start.

## Route

Route

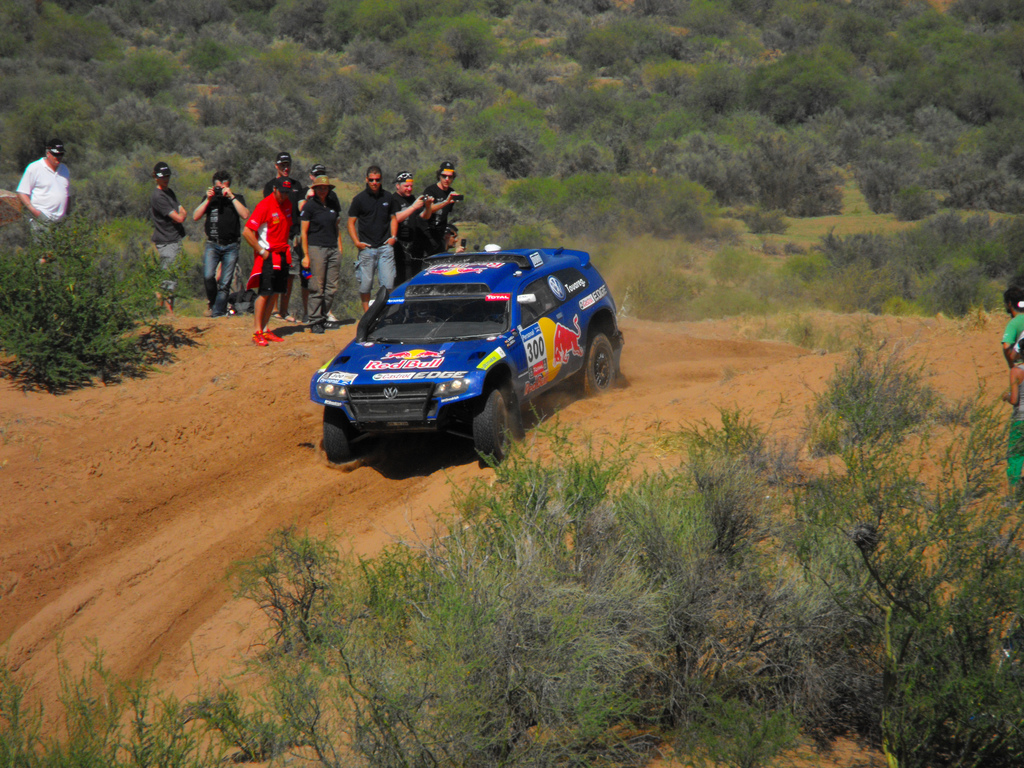
Vorjahressieger Carlos Sainz auf der 12. Etappe

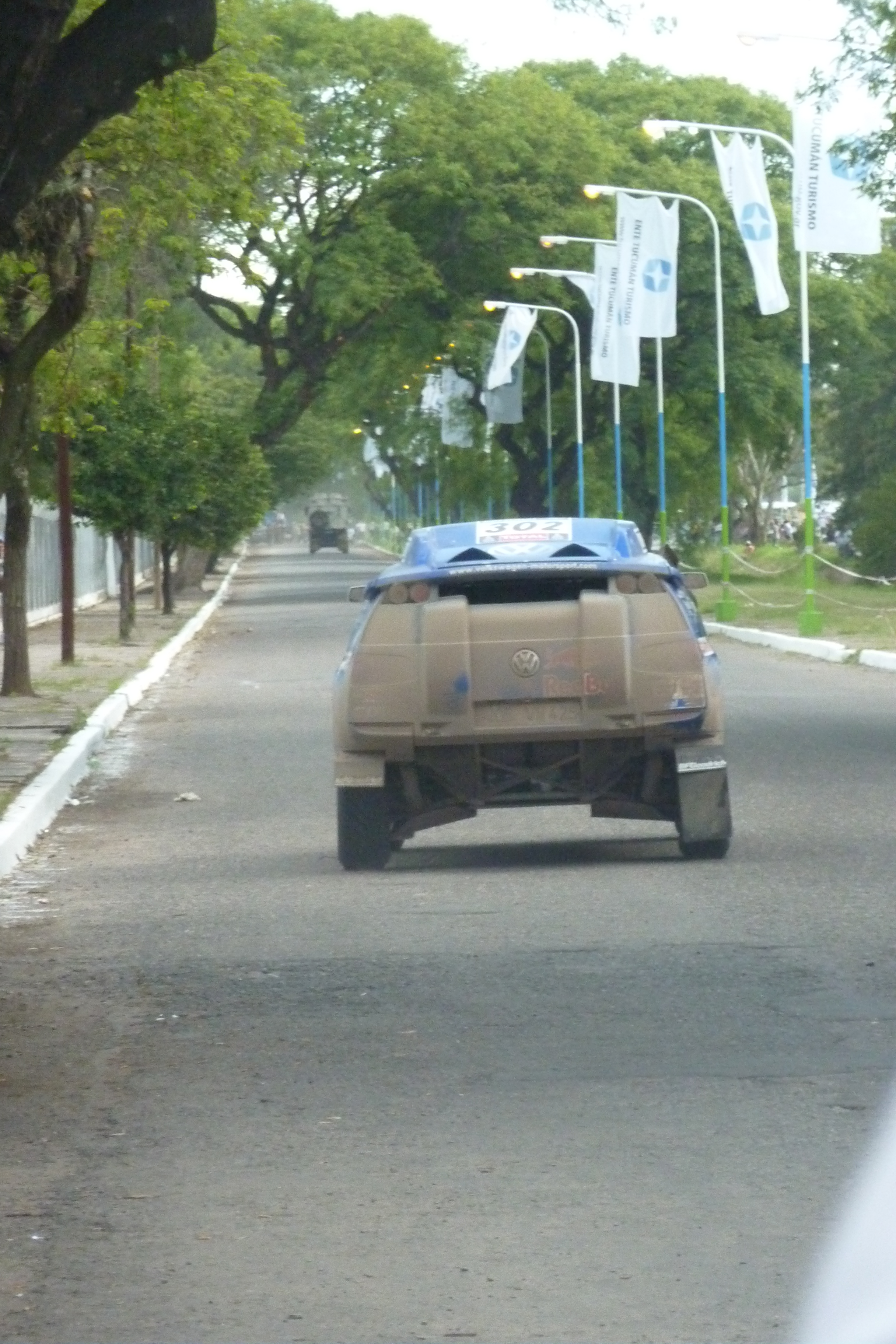
Das Auto des Gewinners Nasser Al-Attiyah bei der Einfahrt in Tucumán

Die Rallye begann mit der Eröffnungszeremonie in Buenos Aires; darauf folgt der nicht gezeitete erste Tagesabschnitt nach Victoria über 377 Kilometer. Am Abend dieses Tages begaben sich die Teilnehmer erstmals ins Biwak. Die offizielle Zeitmessung begann auf der zweiten Etappe von Victoria nach Córdoba. Am 8. Januar folgte ein Ruhetag in Arica.
Im Verlauf des Rennens wurden zuerst Waldstücke und Buschland in Argentinien passiert; es folgten die Atacama-Wüste und die Anden in Chile.
| Prolog | 1. Januar  | Buenos Aires          | Victoria              | 377                  | -                           | 377                         |                  |                  |                  |                  |                  |
| 1      | 2. Januar  | Victoria              | Córdoba               | 566                  | 192 (M+Q)/ 222 (A+T)        | 758 (M+Q)/ 788 (A+T)        |                  |                  |                  |                  |                  |
| 2      | 3. Januar  | Córdoba               | San Miguel de Tucumán | 440                  | 300 (M+Q)/ 324 (A+T)        | 740 (M+Q)/ 764 (A+T)        |                  |                  |                  |                  |                  |
| 3      | 4. Januar  | San Miguel de Tucumán | San Salvador de Jujuy | 231 (M+Q+A)/ 408 (T) | 521 (M+Q)/ 500 (A)/ 226 (T) | 752 (M+Q)/ 731 (A)/ 634 (T) |                  |                  |                  |                  |                  |
| 4      | 5. Januar  | San Salvador de Jujuy | Calama                | 554                  | 207                         | 761                         |                  |                  |                  |                  |                  |
| 5      | 6. Januar  | Calama                | Iquique               | 36                   | 423                         | 459                         |                  |                  |                  |                  |                  |
| 6      | 7. Januar  | Iquique               | Arica                 | 265                  | 456                         | 721                         |                  |                  |                  |                  |                  |
|        | 8. Januar  | Ruhetag in Arica      | Ruhetag in Arica      | Ruhetag in Arica     | Ruhetag in Arica            | Ruhetag in Arica            | Ruhetag in Arica | Ruhetag in Arica | Ruhetag in Arica | Ruhetag in Arica | Ruhetag in Arica |
| 7      | 9. Januar  | Arica                 | Antofagasta           | 208                  | 631 (M+Q)/ 611 (A+T)        | 839 (M+Q)/ 819 (A+T)        |                  |                  |                  |                  |                  |
| 8      | 10. Januar | Antofagasta           | Copiapó               | 268                  | 508                         | 776                         |                  |                  |                  |                  |                  |
| 9      | 11. Januar | Copiapó               | Copiapó               | 35                   | 235                         | 270                         |                  |                  |                  |                  |                  |
| 10     | 12. Januar | Copiapó               | Chilecito             | 686                  | 176                         | 862                         |                  |                  |                  |                  |                  |
| 11     | 13. Januar | Chilecito             | San Juan              | 164                  | 622                         | 786                         |                  |                  |                  |                  |                  |
| 12     | 14. Januar | San Juan              | Córdoba               | 123 (M+Q+A)/ 349 (T) | 555 (M+Q+A)/ 266 (T)        | 678 (M+Q+A)/ 615 (T)        |                  |                  |                  |                  |                  |
| 13     | 15. Januar | Córdoba               | Buenos Aires          | 645                  | 181                         | 826                         |                  |                  |                  |                  |                  |

Erklärung: Auf einigen Etappen gab es unterschiedliche Streckenvarianten für die einzelnen Fahrzeugklassen und damit auch unterschiedliche Etappenlängen.
Legende: M=Motorräder, Q=Quads, A=Autos, T=Trucks

## Zwischenfälle
Bei der 11. Etappe am 13. Januar kam es in Tinogasta, in der Provinz Catamarca, zu einem schweren Unfall mit dem Rallye-Wagen der argentinischen Fahrer Eduardo Amor und Horacio Alejandro Fenoglio. Ihr Toyota verunglückte um etwa 6 Uhr Ortszeit mit dem Pick-up eines einheimischen Landarbeiters, welcher bei der Kollision schwer verletzt wurde und später im Krankenhaus verstarb. Der Einheimische ist das 60. Todesopfer bei der Rallye Dakar.
Die Ursache für die Kollision ist bislang nicht geklärt. Offenbar wurde nicht mehr mit einem weiteren Rallye-Teilnehmer gerechnet, da der Toyota von Fahrer Amor mit der Startnummer 410 weit außerhalb des restlichen Teilnehmerfeldes noch zum Etappenziel in Chilecito unterwegs war.

## Endergebnis

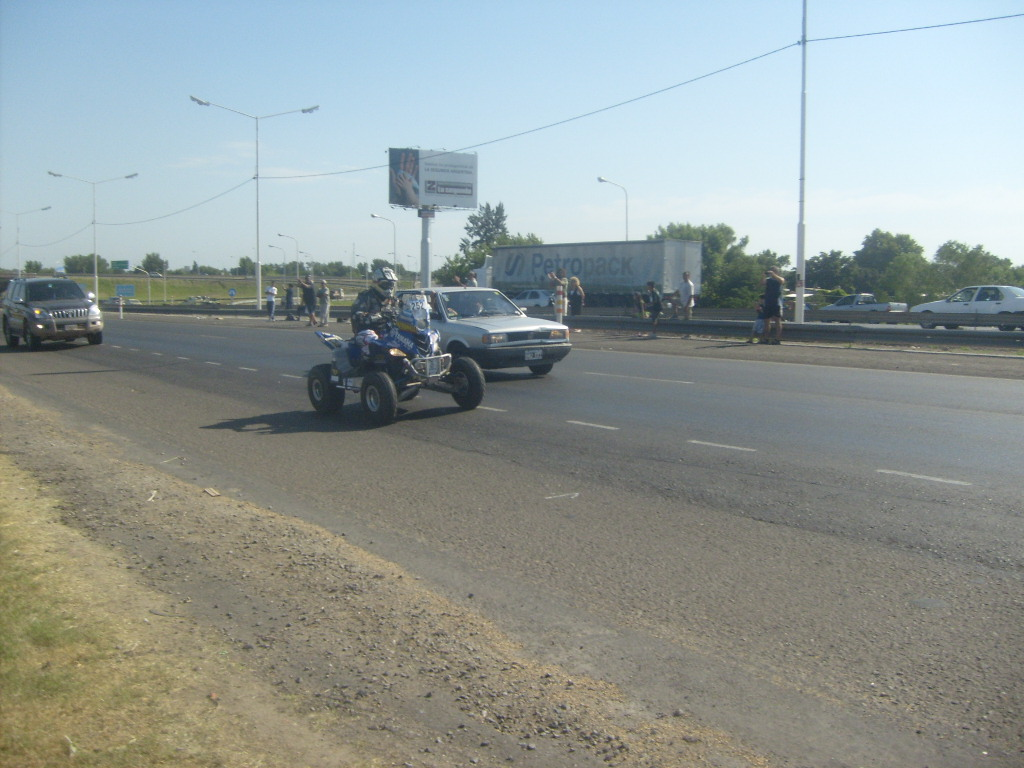
Alejandro Patronelli, Sieger der Quadwertung, in Rosario (13. Etappe)

Die Motorradwertung sicherte sich zum dritten Mal der Spanier Marc Coma (KTM), gefolgt von Cyril Despres (Frankreich, KTM) und Hélder Rodrigues (Portugal, Yamaha), die Quadwertung ging an den Argentinier Alejandro Patronelli (Yamaha) vor Sebastián Halpern (Argentinien, Yamaha) und Łukasz Łaskawiec (Polen, Yamaha).
Sieger der Autowertung wurde erstmals der Katari Nasser Al-Attiyah (VW, Beifahrer Timo Gottschalk), vor Giniel de Villiers/Dirk von Zitzewitz (VW) und Carlos Sainz senior/Lucas Cruz (VW). Bei den Trucks kam es zu einem Vierfachsieg russischer KAMAZ-Teams, schnellster Pilot war Wladimir Gennadijewitsch Tschagin.